# Buipa
Buipa (nep. बुइपा) – gaun wikas samiti we wschodniej części Nepalu w strefie Sagarmatha w dystrykcie Khotang. Według nepalskiego spisu powszechnego z 2001 roku liczył on 1010 gospodarstw domowych i 5381 mieszkańców (2831 kobiet i 2550 mężczyzn).